# كارلوس غارسيا (لاعب كرة قدم مواليد 1978)
كارلوس غارسيا هو لاعب كرة قدم إكوادوري في مركز الهجوم، ولد في 24 سبتمبر 1978 في Rosa Zárate ‏ في الإكوادور. لعب مع سوسيداد ديبورتيفو كيتو ونادي إيميلك ونادي برشلونة ونادي ديبورتيفو إل ناسيونال.

## وصلات خارجية
- كارلوس غارسيا (لاعب كرة قدم مواليد 1978) على موقع الاتحاد الدولي (مؤرشف)  (الإنجليزية)
- كارلوس غارسيا (لاعب كرة قدم مواليد 1978) على موقع ناشيونال فوتبول تيمز (الإنجليزية)